# Джеймі Баулч
Джеймі Баулч  (англ. Jamie Baulch, 3 травня 1973) — британський легкоатлет, олімпійський медаліст.

## Виступи на Олімпіадах
| Олімпіада    | Дисципліна              | Місце     |
| ------------ | ----------------------- | --------- |
| Атланта 1996 | естафета 4 x 400 метрів | 2         |
| Сідней 2000  | біг на 400 метрів       | 7 h5 r1/4 |
| Сідней 2000  | естафета 4 x 400 метрів | 5         |